# Zeria recta
Espèce
Synonymes
- Solpuga lethalis recta Hewitt, 1919

Zeria recta est une espèce de solifuges de la famille des Solpugidae.

## Distribution
Cette espèce est endémique de Namibie.

## Description
Le mâle décrit par Roewer en 1933 mesure 45 mm et les femelles de 40 à 50 mm.

## Publication originale
- Hewitt, 1919 : A short survey of the Solifugae of South Africa. Annals of the Transvaal Museum, vol. 7, p. 1–76 (texte intégral).